# Somula mississippiensis
Somula mississippiensis är en tvåvingeart som beskrevs av Hull 1922. Somula mississippiensis ingår i släktet Somula och familjen blomflugor. Inga underarter finns listade i Catalogue of Life.